# Schwarzensee (Totes Gebirge)
Schwarzensee är en sjö i Österrike.   Den ligger i bergsområdet Totes Gebirge i förbundslandet Steiermark, i den centrala delen av landet, 220 km väster om huvudstaden Wien. Schwarzensee ligger 1 517 meter över havet.
I omgivningarna runt Schwarzensee växer i huvudsak blandskog. Runt Schwarzensee är det ganska tätbefolkat, med 70 invånare per kvadratkilometer.